# Peyrehorade
Peyrehorade is een gemeente in het Franse departement Landes (regio Nouvelle-Aquitaine). De plaats maakt deel uit van het arrondissement Dax. Peyrehorade telde op 1 januari 2022 3.693 inwoners. 

## Geografie
De oppervlakte van Peyrehorade bedroeg op 1 januari 2022 16,11 vierkante kilometer; de bevolkingsdichtheid was toen 229,2 inwoners per km².

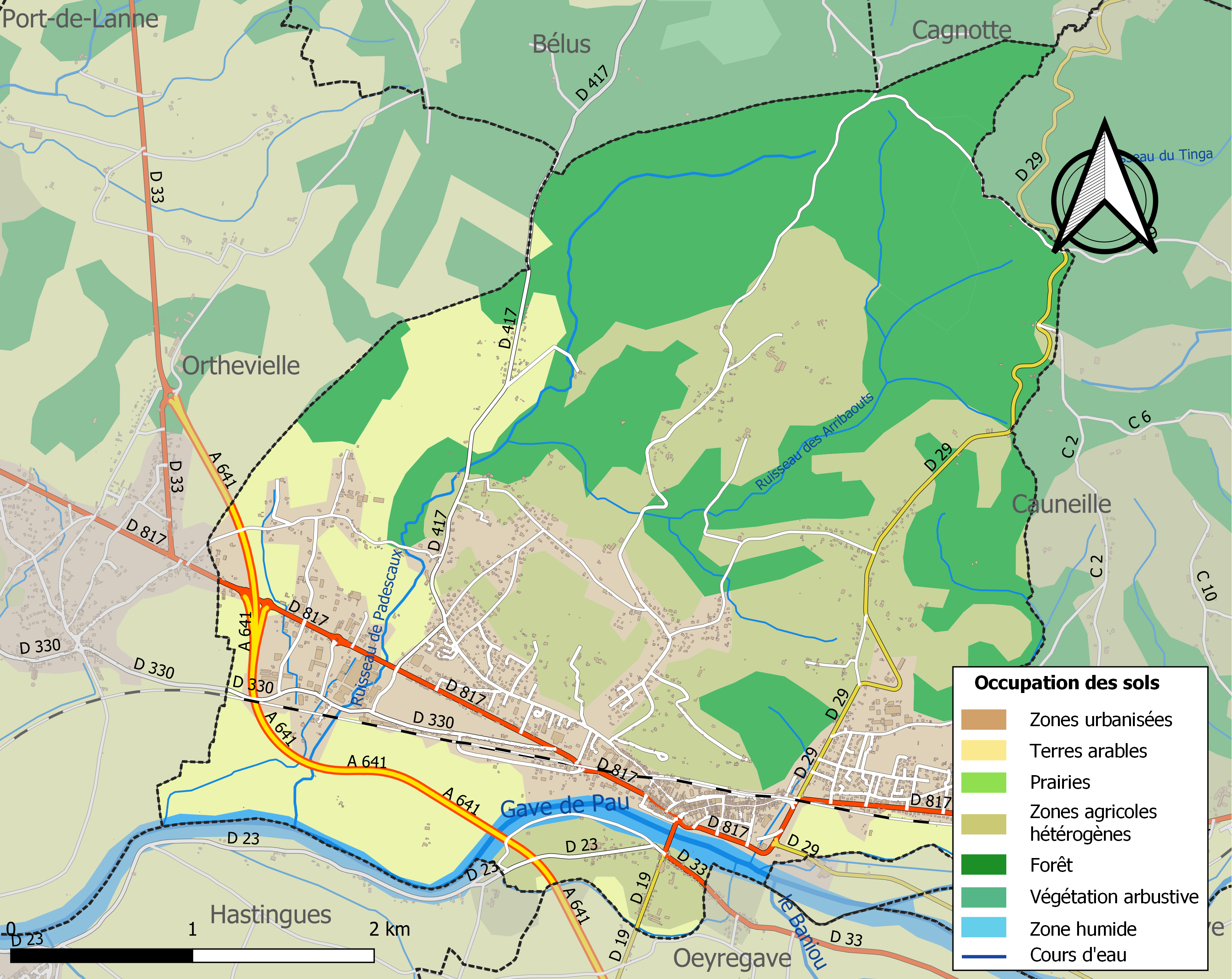
Kaart van de gemeente met de belangrijkste infrastructuur, bodemgebruik en omliggende gemeenten

## Verkeer en vervoer
In de gemeente ligt spoorwegstation Peyrehorade.

## Demografie
Onderstaande figuur toont het verloop van het inwonertal (bron: INSEE-tellingen).